# Кольчужные сомы-акантикусы
Кольчужные сомы-акантикусы (лат. Acanthicus) — род лучепёрых рыб из семейства кольчужных сомов, обитающий в Южной Америке. Научное название происходит от греческого слова akanthikos — «шип».

## Описание
Это крупнейшие представители кольчужных сомов — общая длина колеблется от 20,5 до 100 см. Голова умеренно большая, ее верхняя часть покрыта прочными и острыми одонтодами (кожаными зубчиками). В последних имеется острый киль на боковых пластинах. У самцов эти одонтоды больше и острее, чем у самок. На щеках присутствуют многочисленные тонкие одонтоды. Глаза небольшие. Ротовой аппарат направлен вниз и устроен так, чтобы всасывать добычу. Туловище относительно стройное. Спинной плавник широкий, довольно длинный, его первый луч сильно вытянут. Грудные плавники большие, с очень длинными шипами. Брюхо покрыто мелкими пластинками. Плавательный пузырь позволяет производить громкие звуки. На хвостовом стебле есть 5 линий костных пластинок. Жировой плавник отсутствует. Хвостовой плавник разветвляется, имеет мясистые лопасти с длинными нитевидными кончиками на верхнем и нижнем краях.
Окраска однотонная: серая или чёрная. У молодых особей Acanthicus adonis присутствуют белые пятна, которые с возрастом исчезают.

## Образ жизни
Это донные рыбы. Встречаются на участках крупных рек с медленным течением. Часто встречаются возле населенных пунктов, где подбирают брошенные в воду пищевые отходы. Питаются преимущественно мелкими беспозвоночными и водной растительностью.

## Распространение
Обитают в бассейнах рек Амазонки, Ориноко и Токантинс.

## Содержание в аквариуме
Необходима ёмкость от 350 литров. На дно насыпают мелкий песок жёлтого цвета. Сверху насыпают несколько горстей небольшой гальки. Декорируют аквариум большими камнями неправильной формы и корягами. Необходимости в растительности нет. Содержат сомов в одиночку или группами по несколько особей. Это нежные рыбы и конкуренцию выдерживают не со всеми схожими видами. Не рекомендуется содержать в одной ёмкости акантикусов и больших представителей рода Panaqolus. Хорошо уживаются с сомами родов Peckoltia, харациновыми, панцирными сомами. Из живых кормов дают мотыля, кусочки рыбы и креветки, свежие овощи и специальные таблетки для растительноядных сомов. Из технических средств понадобится внутренний фильтр средней мощности для создания умеренного движения воды, компрессор. Температура содержания должна составлять 22—28 °C.

## Классификация
На апрель 2018 года род включает 2 вида:
- Acanthicus adonis (Isbrücker & Nijssen, 1988)
- Acanthicus hystrix (Agassiz, 1829) — Кольчужный сом-дикобраз